# Romansgut
Romansgut war ein Ort im ostpreußischen Kreis Heiligenbeil. Seine Ortsstelle befindet sich heute im Munizipalkreis Rajon Bagrationowsk (Stadtkreis Preußisch Eylau) in der Oblast Kaliningrad (Gebiet Königsberg (Preußen)) der Russischen Föderation.

## Geographische Lage
Die Ortsstelle Romansgut liegt neun Kilometer nördlich der russisch-polnischen Staatsgrenze vor der nordöstlichen Grenze des Stadtkreises Mamonowo (deutsch Heiligenbeil). Bis zum Zentrum der einstigen Kreisstadt Heiligenbeil sind es sieben Kilometer in südlicher Richtung, und die heutige Rajonshauptstadt Bagrationowsk (Preußisch Eylau) liegt 42 Kilometer in östlicher Richtung entfernt.

## Geschichte
Erstmals urkundlich erwähnt wurde der seinerzeitige kleine Gutsort Rogithen im Jahre 1437. Nach 1437 hieß er Rogitten, nach 1485 Rohmannsguth, nach 1785 Rohmannsgut und nach 1871 schließlich Romansgut.
Im Jahre 1874 kam der Gutsbezirk Romansgut zum neu gebildeten Amtsbezirk Stuthenen im Kreis Heiligenbeil in Ostpreußen. 1910 zählte er 48 Einwohner.
Am 16./21. Februar 1928 wurden Teile von Romansgut aus der Landgemeinde Quilitten im Amtsbezirk Quilitten in die Landgemeinde Wangnicken im Amtsbezirk Stuthenen umgegliedert. Am 30. September 1928 kam es dann zu einem Zusammenschluss mehrerer Orte zur neu geformten Landgemeinde Wagnicken: Keimkallen (russisch Krasnodonskoje), Newecken (russisch Timirjasewo), Romansgut und eben Wangnicken. Am 12. Juli 1929 wurden die beiden Ortschaften Romansgut und Wangnicken aus der Landgemeinde Wangnicken in den Amtsbezirk Keimkallen (Krasnodonskoje) umgegliedert, der wenig später in „Amtsbezirk Schirten“ (russisch Potjomkino) umbenannt wurde.
Mit der Abtretung des gesamten nördlichen Ostpreußen an die Sowjetunion 1945 in Kriegsfolge, kam Romansgut unter sowjetische Administration. Aber schon bald fand sich von dem Ort keine Spur mehr, er wurde wohl nicht mehr besiedelt, auch ein russischer Name ist nicht bekannt, ebenso wenig die Zuordnung zu einem Dorfsowjet nach 1947. Der Ort galt bald als verwaist und untergegangen. Seine Ortsstelle liegt heute im Rajon Bagrationowsk (Stadtkreis Preußisch Eylau) in der russischen Oblast Kaliningrad (Gebiet Königsberg (Preußen)).

## Religion
Romansgut war bis 1945 in die evangelische Kirche Balga (russisch Wessjoloje) in der Kirchenprovinz Ostpreußen der Kirche der Altpreußischen Union, außerdem in die römisch-katholische Pfarrei Heiligenbeil (russisch Mamonowo) im damaligen Bistum Ermland eingegliedert.

## Verkehr
Die Ortsstelle von Romansgut liegt an einer Nebenstraße, die Snamenka (Groß Hoppenbruch) mit Bogdanowka (Gnadenthel) verbindet.
Bis 1945 war Groß Hoppenbruch die nächste Bahnstation. Sie lag an der Bahnstrecke Berlin–Königsberg. Heute heißt sie „Snamenka-Nowaja“ an der noch auf russischem Gebiet befahrenen Rest-Bahnstrecke Kaliningrad–Mamonowo.